# Louis-Philippe Crépin

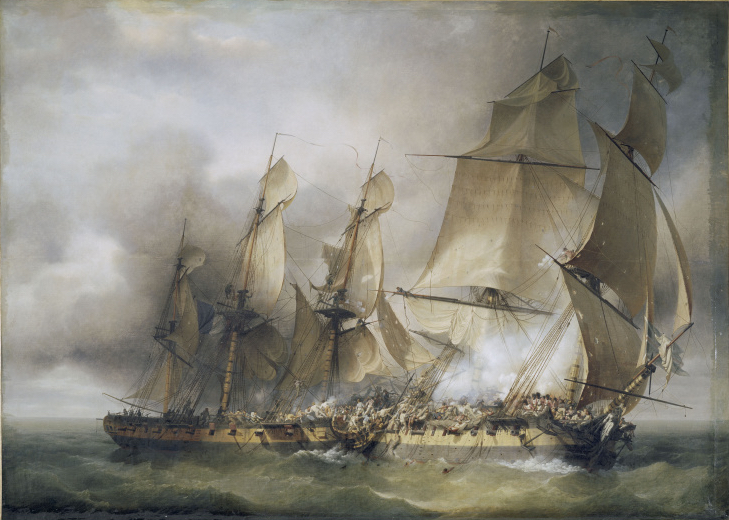
Combat de la Bayonnaise contre l'Ambuscade, 1798

Louis-Philippe Crépin (* 1772; † 1851) war ein französischer Marinemaler.

## Leben
Seinen künstlerischen Unterricht erfuhr Crépin durch die Maler Hubert Robert und Claude Joseph Vernet. Zusammen mit seinem Kollegen Théodore Gudin wurde Crépin nach der Julirevolution von 1830 zum ersten Peintre Officiel de la Marine ernannt.

## Rezeption
Eines von Crépins wichtigsten Werke – „Combat de la Bayonnaise contre l'Ambuscade, 1798“ – ist heute im Musée national de la Marine (Paris) zu sehen.

## Werke (Auswahl)
- Schlacht von Trafalgar. 1805
- Rückkehr der Bourbonen. 1814
- Napoleon I. und Kaiserin Marie-Louise bei der Flottenparade am 30. Mai 1811 auf der Reede von Cherbourg
- Seegefecht zwischen der französischen Fregatte „Arethuse“ und der englischen Fregatte „Amelia“
- Der Hafen von Cherbourg
- Falkenjagd
- Bombardement von Cádiz durch die französische Flotte